# Paul de Rapin
Paul de Rapin, francoski zgodovinar in častnik, * 25. marec 1661, † 1725.